# Martin Duckworth
Martin Duckworth (né le 8 mars 1933 à Montréal) est un directeur de la photographie, réalisateur et monteur québécois, qui a gagné le prix Albert-Tessier en 2015.

## Biographie
Fils de Jack et Muriel Duckworth, pacifiste et féministe très connue, Martin a travaillé comme directeur de la photographie, réalisateur, monteur auprès de l'Office national du film du Canada, entre autres, avant de poursuivre une carrière comme cinéaste indépendant.

## Filmographie

### Réalisateur
- 1969 : Passing Through Sweden
- 1970 : The Wish
- 1970 : Untouched and Pure
- 1971 : Cell 16
- 1973 : Accident
- 1976 : Temiscaming Quebec
- 1978 : 12,000 Men
- 1980 : Une histoire de femmes
- 1982 : On l'appelait Cambodge
- 1983 : No More Hibakusha
- 1985 : Plus jamais d'Hiroshima
- 1986 : Return to Dresden
- 1987 : Our Last Days in Moscow
- 1988 : Crossroads, Three Jazz Pianists
- 1990 : Oliver Jones in Africa
- 1991 : Shared Rhythm
- 1993 : Peacekeeper at War
- 1994 : A Brush with Life
- 1996 : Riel Country
- 1998 : Article One
- 1999 : Cher Père Noël
- 2000 : Peaceable Kingdom
- 2000 : Bozo, Assistance Dog
- 2001 : The Furthest Possible Place
- 2003 : Des gains pour tout le monde
- 2006 : Acting Blind
- 2008 : La bataille de Rabaska
- 2012 : Fouad's Dream
- 2014 : Fennario, The Good Fight
- 2016 : Le paradis, c'est ailleurs?

### Monteur
- 1971 : Cell 16
- 1976 : Temiscaming Quebec
- 1996 : Riel Country

### Directeur de la photographie
- 1965 : Satan's Choice de Don Shebib
- 1966 : Trawler Fishermen de Martin de Falco
- 1966 : A Search for Learning de Don Shebib
- 1966 : Restricted Dogs de Henry Zemel
- 1966 : The Merry-Go-Round de Tanys Tree
- 1966 : Angel de Derek May
- 1967 : Niagara Falls de Derek May
- 1967 : The Ernie Game de Don Owen
- 1967 : La Télévision est là de Eric de Bayser
- 1967 : Life Line de Nick Balla
- 1967 : Imperial Sunset de Joseph Reeve
- 1967 : Flight de Joseph Reeve
- 1968 : Standing Buffalo de Joan Henson
- 1968 : Data for Decision de Joseph Reeve
- 1968 : Oskee Wee Wee de William Pettigrew
- 1968 : Origami de Joan Henson
- 1968 : Christopher's Movie Matinee de Mort Ransen
- 1969 : Passing Through Sweden de Duckworth
- 1969 : Mrs. Ryan's Drama Class de Mike Rubbo
- 1969 : Falling from Ladders de Mort Ransen
- 1970 : The Wish de Duckworth
- 1970 : Untouched and Pure de Mort Ransen
- 1970 : Sad Song of Yellow Skin de Mike Rubbo
- 1970 : Pillar of Wisdom de Joseph Reeve
- 1970 : Overspill de Mort Ransen
- 1970 : Half-Half-Three-quarters-Full de Duckworth
- 1970 : A Film for Max de Derek May
- 1970 : The Burden They Carry de Mort Ransen
- 1971 : Pandora de Derek May
- 1971 : Cell 16 de Duckworth
- 1972 : Vivre entre les mots de Fernand Dansereau
- 1972 : Learning and Thinking de Eleanor Duckworth
- 1972 : Le Bonhomme de Pierre Maheu
- 1972 : Place de l'Équation de Gilles Groulx
- 1972 : Leur crise de Tahanni Rached
- 1973 : The Streets of Saigon de Mike Rubbo
- 1973 : Accident de Duckworth
- 1973 : Foire Scientifique de Robert Tremblay
- 1973 : Richesse des autres de Maurice Bulbulian
- 1974 : Salvador Allende Gossens: un témoignage de Maurice Bulbulian
- 1974 : Forget It Jack de Jim Littleton
- 1974 : The New Alchemists de Dorothy Hénaut
- 1974 : Les Deux côtés de la médaille de Guy L. Coté
- 1975 : Where You Goin' Company Town? de Stephen Dewar
- 1975 : Steel Blues de Jorge Fajardo
- 1975 : J'explique certaines choses de Rodrigo Gonzàles
- 1975 : Il n'y a pas d'oubli de Marilu Mallette
- 1976 : Les Vieux amis de Guy L. Coté
- 1976 : We Just Won't Take It de Jim Littleton
- 1976 : L'Invasion '1775...1975' de Jacques Godbout
- 1976 : Monsieur Journault de Guy L. Coté
- 1976 : Temiscaming Quebec de Duckworth
- 1976 : L'Interdit de Pierre Maheu
- 1977 : Mountain: The Work of James B. Spencer de Jim Littleton
- 1977 : Mozambique de Madeleine Taylor
- 1977 : Waiting for Nina de Darcy et Anita Martin
- 1977 : One Child in Ten de Barbara Martineau et Lorna Rasmussen
- 1977 : 15 Nov de Hugues Mignault
- 1978 : Good Monday Morning de Laura Sky
- 1978 : 12,000 Men de Duckworth
- 1979 : Skating on Thin Ice de Bill Reid
- 1980 : Une histoire de femmes de Bissonnette, Duckworth, Rock
- 1980 : Connections de Bill McAdam
- 1980 : As Friend and Foe de Laura Alper et Laszlo Barna
- 1981 : Magic in the Sky de Peter Raymont
- 1981 : A Time to Rise de Jim Monro et Anand Patwarden
- 1981 : Bill Lee: A Profile of a Pitcher de Bill Reid
- 1982 : On l'appelait Cambodge de Duckworth
- 1982 : The New Shamans de Peter Raymont
- 1983 : Goodbye War de Gwynne Dyer
- 1983 : No More Hibakusha de Duckworth et Schirmer
- 1983 : Falasha, Agony of the Black Jews de Simcha Jacobovici
- 1985 : No More Hiroshima de Duckworth et Schirmer
- 1986 : La Bombe en bonus de Audrey Schirmer
- 1986 : The Journey de Peter Watkins
- 1986 : Les Boat People 10 ans après de Georges Amar
- 1988 : The World Is Watching de Peter Raymont
- 1990 : Between Two Worlds de Barry Greenwald
- 1991 : Flooding Job's Garden de Boyce Richardson
- 1991 : Shared Rhythm de Duckworth
- 1992 : Voices from the Shadows de Peter Raymont
- 1993 : Seeing Red de Jim Klein et Julie Reichart
- 1993 : Peacekeeper at War de Duckworth
- 1994 : Brush with Life de Duckworth
- 1996 : 49, un souffle de colère de Sophie Bissonnette
- 1996 : Riel Country de Duckworth
- 1996 : Référendum, prise 2 de Stéphan Drolet
- 1997 : A Place in the World de Bob Lang
- 1997 : Près de nous de Sophie Bissonnette
- 1997 : Power de Magnus Isacsson
- 1997 : Spudwrench d'Alanis Obomsawin
- 1998 : Article One de Duckworth
- 1998 : Margie Gillis in Performance de Tanya Tree
- 1998 : River of Sand de Bob Lang
- 1999 : Shylock de Pierre Lasry
- 1999 : Many Rivers to Cross de Michael Ostroff
- 1999 : Margie Gillis Inside Out de Tanya Tree
- 1999 : Sephardic Journey de Don Winkler
- 1999 : Maureen Forrester, the Diva in Winter de Don Winkler
- 1999 : Practising Peace de Pat Kipping
- 1999 : Cher Père Noël de Duckworth
- 1999 : Choir Boys de Magnus Isacsson
- 2000 : Peaceable Kingdom
- 2000 : Stranger with a Camera d'Elizabeth Barret
- 2000 : Un syndicat avec ça? de Magnus Isacsson
- 2001 : Ah, the Money de Mort Ransen
- 2001 : A Moment in Time de Judy Jackson
- 2001 : Partition pour voix des femmes de Sophie Bissonnette
- 2001 : The Furthest Possible Place de Duckworth
- 2002 : Things We Do for Love d'Alain Zaloum
- 2002 : Madeleine Parent, tisserand de solidarité de Sophie Bissonnette
- 2002 : Vue de sommet de Magnus Isacsson
- 2002 : Musiques rebelles Québec de Marie Boti
- 2002 : Nos z’amours de Robbie Hart
- 2002 : Homeless Men’s Choir de Gwynne Basin
- 2002 : Le RIN de Jean-Claude Labrecque
- 2003 : Return to Kandahar de Paul Jay
- 2003 : Les yeux pour parler de Réjean Chayer
- 2003 : Des gains pour tout le monde de Duckworth
- 2003 : Bastards de Mort Ransen
- 2004 : Waiting for Martin de Magnus Isacsson
- 2004 : Pendant que court l’assassin de Magnus Isacsson
- 2004 : Through These Eyes de Charles Laird
- 2004 : The Story Within d'Yehudit Silverman
- 2004 : The Man Who Leaned to Fall de Gary Beitel
- 2005 : Tomato Royale de Gwynne Basin
- 2006 : Acting Blind de Duckworth
- 2008 : La bataille de Rabaska de Duckworth et Isacsson
- 2009 : Professor Norman Cornett d'Alanis Obomsawin
- 2009 : Developing Happiness de Tanya Tree
- 2010 : The Hidden Face of Suicide d'Yehudit Silverman
- 2011 : Les Super-mémés de Magnus Isacssson
- 2011 : Giota's Journey de Gary Beitel
- 2012 : Ma vie réelle de Magnus Isacsson
- 2012 : Fouad’s Dream de Duckworth
- 2012 : The People of Kattawapiskak River d'Alanis Obomsawin
- 2013 : They Were Promised the Sea de Kathy Wazana
- 2014 : La terre nous est étroite d'André Desrochers
- 2014 : Fennario, the Good Fight de Duckworth
- 2015 : Les pas pour rire d'André Desrochers
- 2016 : Granny Power de Jocelyn Clarke
- 2016 : Le paradis, c’est ailleurs? de Duckworth

## Récompenses
- Artiste pour la Paix de l'année 2002. Décerné par l'Organisation Artiste pour la paix
- Industry Eco Hero 2006, Planet in Focus Festival, Toronto
- Lauréat du prix Albert-Tessier 2015 (Prix du Québec)[1]
- Rétrospectives à la Cinémathèque québécoise en 2003 et 2016